# Rym średniówkowo-klauzulowy
Rym średniówkowo-klauzulowy – układ rymów, w którym współbrzmią ze sobą słowa stojące w średniówce i w klauzuli wersu.
Rymy średniówkowo-klauzulowe występują na przykład u Samuela Taylora Coleridge'a w poemacie Rymy o starym marynarzu:
The fair breeze blew, the white foam flew,
The furrow followed free;
We were the first that ever burst
Into that silent sea.
Rymy średniówkowo-klauzulowe zastosował w wierszu The Owl and the Pussy-cat Edward Lear:
Pussy said to the Owl, "You elegant fowl!
How charmingly sweet you sing!
O let us be married! too long we have tarried:
But what shall we do for a ring?"
They sailed away, for a year and a day,
To the land where the Bong-Tree grows
And there in a wood a Piggy-wig stood
With a ring at the end of his nose,
His nose,
His nose,
With a ring at the end of his nose.
Rymy średniówkowo-klauzulowe są obecne również w literaturze polskiej:
Po morzach wędrował – był kiedyś Farysem,
Pod palmą spoczywał, pod ciemnym cyprysem,
Z modlitwą Araba był w gmachach Khaaba,
Odwiedzał Proroka grobowce.

Koń jego arabski był biały bez skazy.
Siedmiokroć na koniu przeleciał step Gazy,
I stał przed kościołem, i kornym bił czołem,
Jak czynią w Solimie wędrowce.
(Juliusz Słowacki, Duma o Wacławie Rzewuskim)
Rymy średniówkowo-klauzulowe są stałym elementem strofy mickiewiczowskiej:
«Wyżej… w prawo… pomału, czekaj mego wystrzału,
Pierwej musi w łeb dostać pan młody»…
Kozak odwiódł, wycelił, nie czekając wystrzelił
I ugodził w sam łeb — wojewody.
(Adam Mickiewicz, Czaty)
Mickiewicz zastosował rymy średniówkowo-klauzulowe w wierszu Do B(ohdana) Z(aleskiego):
Słowiczku mój! a leć, a piej!
Na pożegnanie piej
Wylanym łzom, spełnionym snom,
Skończonej piosnce twej!

Słowiczku mój! twe pióra zzuj,
Sokole skrzydła weź,
I w ostrzu szpon, zołoto-stron
Dawidzki hymn tu nieś!

Bo wyszedł głos, i padł już los,
I tajne brzemię lat
Wydało płód! i stał się cud!
I rozraduje świat.
Omawiany układ rymowy Leopold Staff wykorzystał w Balladzie o złotych kulach. W drugiej zwrotce rymuję się w ten sposób słowa: włos : ros i kłos : trzos.
Natomiast Bolesław Leśmian wykorzystał rymowanie wewnętrzno-zewnętrzne w wierszu Zielony dzban:
Chmurzą się błękity, płacze deszcz obfity,
Na trawie w murawie leży dzban rozbity,
Dzban rozbity leży, leży,
A śpi pod nim stu rycerzy,
A wiatr znikąd ku nim bieży,
Kurzawą okryty!
Rymy średniówkowo-klauzulowe stanowiły cechę wyróżniającą leoninu, czyli średniowiecznego heksametru.